# Russkaja Pravda
Russkaja Pravda (Rus' sandhed, Rus' lov, eller Russisk lovbog; gammel østslavisk: Правда роусьскаꙗ, Pravda Rusĭskaya (13. århundrede, 1280), Правда Руськая, Pravda Rus'kaja (anden halvdel af 1400-tallet); russisk: Русская правда, Russkaya Pravda; ukrainsk: Руська Правда, Rus'ka Pravda) var lovbogen i Kijevriget og senere i de russiske fyrstendømmer i middelalderen. Lovbogen var skrevet i begyndelsen af 1100-tallet og justeret og omskrevet flere gange op igennem århundrederne. Grundlaget for Russkaja Pravda, Jaroslavs lovbog blev skrevet i begyndelsen af 1000-tallet. Russkaja Pravda var den vigtigste kilde til retssystemet i middelalderens Rusland.
På trods af den betydelige indflydelse som Det Byzantinske Rige havde på retssystemerne i den moderne verden, og på trods af den betydelige kulturelle og kommercielle bånd mellem Byzans og Kijevriget, har Russkaja Pravda ingen ligheder med lovsystemet i Det Byzantinske Rige. Fraværet af dødsstraf og korporlig afstraffelse minder mere om det norrøne lovsystem. Drab kunne dog hævnes ved at familien til den dræbte kunne dræbe drabsmanden.